# 哈达街道 (前郭尔罗斯县)
哈达街道，是中华人民共和国吉林省松原市前郭尔罗斯蒙古族自治县下辖的一个乡镇级行政单位。2022年6月1日设立，辖区范围东至大广高速，西至查干绰尔北街，南至松原大路，北至松花江。下辖乌兰1个社区；镇南、红星2个村部分区域；倪窑村部分区域（查干绰尔北街以东区域）。行政区划代码为220721003。

## 行政区划
哈达街道下辖以下地区：
乌兰1个社区；镇南、红星2个村部分区域；倪窑村部分区域（查干绰尔北街以东区域）。